# Montvert
Montvert é uma comuna francesa na região administrativa de Auvérnia-Ródano-Alpes, no departamento de Cantal. Estende-se por uma área de 11,82 km². Em 2010 a comuna tinha 123 habitantes (densidade: 10,4 hab./km²).